# Municipio de Cameron (Nebraska)
El municipio de Cameron (en inglés: Cameron Township) es un municipio ubicado en el condado de Hall en el estado estadounidense de Nebraska. En el año 2010 tenía una población de 198 habitantes y una densidad poblacional de 2,13 personas por km².

## Geografía
El municipio de Cameron se encuentra ubicado en las coordenadas 40°55′0″N 98°39′53″O / 40.91667, -98.66472. Según la Oficina del Censo de los Estados Unidos, el municipio tiene una superficie total de 92.79 km², de la cual 92,79 km² corresponden a tierra firme y (0 %) 0 km² es agua.

## Demografía
Según el censo de 2010, había 198 personas residiendo en el municipio de Cameron. La densidad de población era de 2,13 hab./km². De los 198 habitantes, el municipio de Cameron estaba compuesto por el 97,47 % blancos, el 0,51 % eran amerindios y el 2,02 % eran de una mezcla de razas. Del total de la población el 1,01 % eran hispanos o latinos de cualquier raza.